# Renegades d'Ottawa
Pour les articles homonymes, voir Renegades.

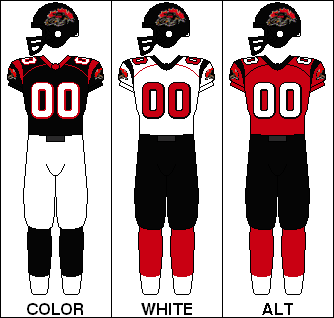
En 2005, les Renegades d'Ottawa ont changé pour le style Reebok jerseys, s'accordant avec le reste de la ligue.

Les Renegades d'Ottawa étaient une équipe de la Ligue canadienne de football (LCF) ayant comme domicile la ville d'Ottawa en Ontario.
Après la disparition des Rough Riders en 1996, la ville d'Ottawa demeure sans franchise de la Ligue canadienne de football de 1997 à 2002. Cette année-là, une équipe appelée les Renegades d'Ottawa fait son entrée dans la Ligue.  C'est au Frank Clair Stadium que les Renegades accueillent leurs visiteurs, un stade en plein air de 30 927 places. Les couleurs de l'équipe sont le noir, le rouge et le blanc. L'équipe a été dissoute en 2006, et la ville d'Ottawa s'est de nouveau retrouvée sans équipe professionnelle de la LCF jusqu'en 2014 avec l'arrivée du Rouge et Noir d'Ottawa.

## Informations principales
- Fondée en 2002
- Casque : fond noir, avec la tête et le torse d'un homme à la casquette noire et au bandana rouge, qui tient un ballon de football en face d'une feuille d'érable rouge.
- Couleurs de l'uniforme : Rouge, étain, noir, or, et blanc
- Championnats de l'Est : 0
- Coupe Grey : 0
- Équipe dissoute en 2006